# 伊調馨

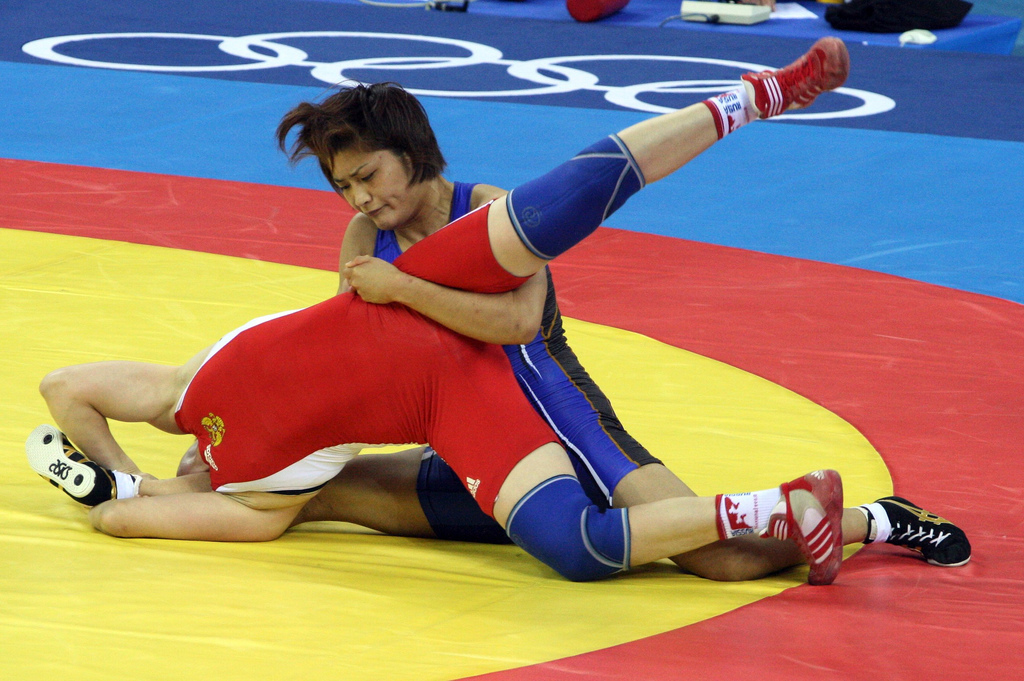
2008年北京オリンピックでの伊調馨。

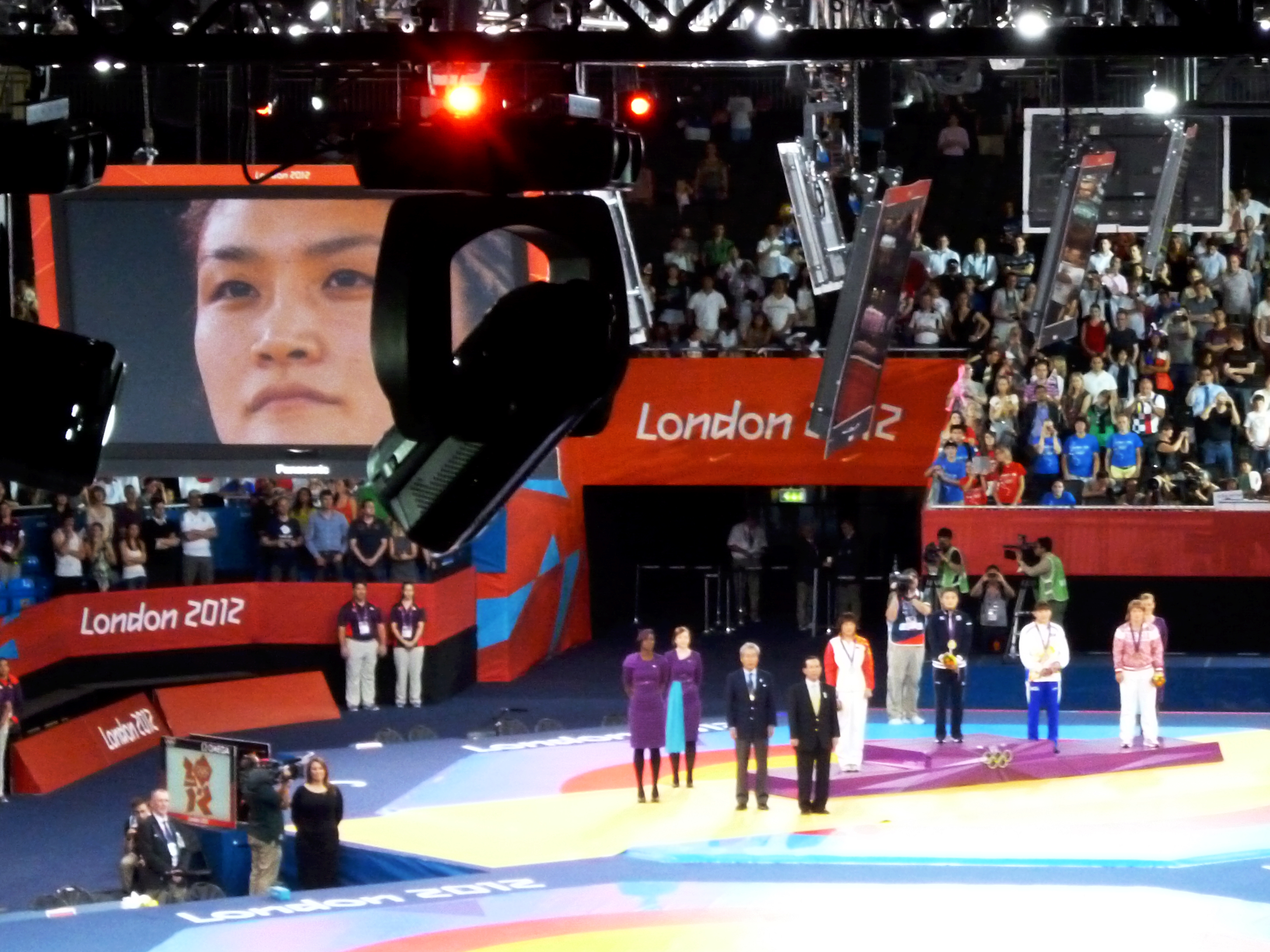
2012年ロンドン五輪レスリング競技・女子フリースタイル63 kg級表彰式の様子。表彰台の左から2人目・金メダルが伊調馨。

伊調 馨（いちょう かおり、1984年〈昭和59年〉6月13日 - ）は、日本の女子レスリング選手、スポーツ科学者。学位は健康スポーツ科学学士（中京女子大学・2007年）、健康スポーツ科学名誉修士（中京女子大学大学院・2008年）。
アテネ・北京・ロンドン・リオデジャネイロオリンピック金メダリスト、紫綬褒章受章者（2004年、2008年、2012年、2016年）。女子個人として人類史上初のオリンピック4連覇を成し遂げ、2016年に国民栄誉賞を受賞した。別階級の女子レスリング選手である伊調千春と姉妹でメダリスト。青森県八戸市出身。身長166 cm。

## 人物
姉の伊調千春も女子レスリング選手で、アテネオリンピック、北京オリンピックにおいて女子48 kg級銀メダリスト。兄の伊調寿行もレスリング選手で所属する綜合警備保障（ALSOK）でコーチを務める。渾名は「きんさんぎんさん」。
紫綬褒章を2004年、2008年、2012年、2016年に受章。アテネ五輪での金メダル獲得により青森県県民栄誉賞・八戸市市民栄誉賞、北京五輪での金メダル獲得により青森県県民栄誉大賞・八戸市市民栄誉大賞、ロンドンオリンピックでの金メダル獲得により青森県県民栄誉大賞（2回目）、八戸市民特別栄誉大賞、第60回菊池寛賞を受賞。
リオデジャネイロオリンピックでの金メダル獲得により国民栄誉賞の受賞が決まったほか、青森県県民栄誉大賞（3回目）及び八戸市民特別栄誉大賞（2回目）、第45回ベストドレッサー賞（スポーツ部門） を受賞した。
2016年10月20日、国民栄誉賞の表彰式には振袖で臨み、伊調の和服文化への想いから西陣織による金色の帯が記念品として贈呈されている。

## 経歴

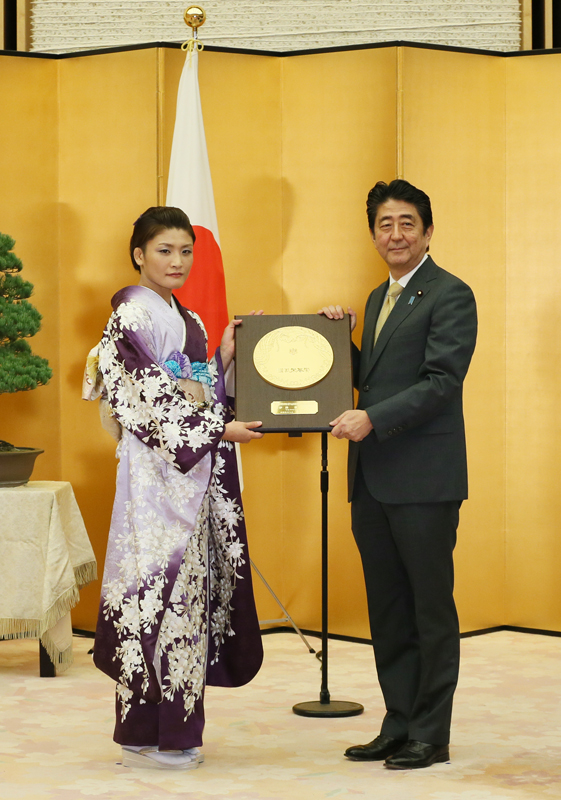
2016年10月、安倍晋三内閣総理大臣より国民栄誉賞を授与される伊調馨（左）

兄と姉の影響から青森県の八戸クラブでレスリングを始め、長者中学校在学中には全国女子中学生選手権で2連覇を達成し、早くから大器の片鱗を見せる。愛知県の中京女子大学附属高校（のちの至学館高等学校）から、女子レスリングの強豪校として知られる中京女子大学（のちの至学館大学）へと進学。56 kg級時代はライバルの吉田沙保里に苦戦したが、63 kg級に階級を上げてからは無敵の存在となった。なお、中学時代は柔道に取り組んでいたこともあり、2年の時に全国中学校柔道大会の52㎏級に出場するも、予選リーグ1勝1分で決勝トーナメントには進めなかった。
2004年のアテネオリンピックでは、姉の千春は銀メダルだったが、「千春のためにも必ず勝つ」と奮起し、金メダルを獲得。「千春と一緒に取った金メダルです」と述べた。
2008年の北京オリンピックでも金メダルを獲得し、2連覇した。姉の千春は銀メダルを獲得し、2大会連続で姉妹同時メダルとなった。8月18日の記者会見で姉妹揃って現役引退することを表明した が、帰国後、引退表明を撤回（姉の千春も同年9月10日に引退を撤回）。約1年間カナダ留学などをして静養した後、2009年に復帰。2010年には3大会ぶりに出場した世界選手権で6度目の優勝を果たした。
2012年のロンドンオリンピックでも金メダルを獲得し、日本人選手としては野村忠宏に次いで2人目で日本人女子選手としては初めてとなる、同一競技におけるオリンピック3連覇を達成した。2013年の世界選手権では全試合テクニカルフォール勝ちで優勝。新たに58 kg級で挑んだ2014年の世界選手権では、決勝でロシアのバレリア・コブロワを10－0で破るなど全試合テクニカルフォール勝ちで、世界大会12度目の優勝を飾った。2015年8月の世界選手権では、決勝でフィンランドのペトラマーリト・オッリを10-0で破るなど全試合無失点のテクニカルフォール勝ちで、世界大会13度目の優勝を成し遂げた。これにより12月に行われる全日本選手権に出場さえすれば、規定によりリオデジャネイロオリンピック代表に内定することになり、その全日本選手権でも通算12度目の優勝を飾った。2016年のリオデジャネイロオリンピックでも決勝でロシアのワレリア・コブロワを終了間際に3－2で逆転勝ちしてオリンピック4連覇を達成した。
2018年12月の全日本選手権には57㎏級に出場して一次リーグで川井梨紗子とのオリンピックチャンピオン同士による対戦になったが、1－2で惜敗して2001年に吉田沙保里に敗れて以来日本の選手に17年ぶりの敗戦を喫して連勝記録も70で止まったものの、決勝では1－2でリードされながら終了間際に2ポイントを取って、3－2で逆転勝ちを収めた。2019年のアジア選手権では準決勝で北朝鮮のチョン・ミョンスクに4－7で敗れて3位に終わった。全日本選抜選手権では決勝で川井に4-6で敗れた。これにより、今大会で勝った川井とプレーオフで世界選手権代表を争うことになった。プレーオフでは3-3ながらビッグポイントの2ポイントを川井に取られたことにより敗れて、世界選手権代表の座を逃した。その後、世界選手権で川井が優勝し、2020年東京オリンピックの代表に内定したため、伊調の5大会連続オリンピック出場は成らなかった。
2021年8月7日、東京オリンピックレスリング女子フリースタイル50キロ級のメダルセレモニーでプレゼンターを務め花束を贈呈した。また、8月24日に行われた東京パラリンピックの開会式では日本国旗を運ぶベアラーを務めた。
2022年9月9日、世界レスリング連合（UWF）は、日本から吉田沙保里、伊調馨、小原日登美の女子3人が殿堂入りしたと発表した。

### 連勝記録
伊調は吉田沙保里とともに女子レスリングにおいて連勝を続け、「不敗神話」で知られている。2007年5月のレスリングアジア選手権において太腿の怪我で不戦敗となったのを除くと、実際に試合をして敗北したのは2003年5月のサラ・マクマンとの試合まで遡り、以来2014年の世界選手権まで172連勝している。2014年からは25戦連続無失点を記録していた。
2016年1月29日にロシアで行われたヤリギン国際大会決勝で、モンゴルのプレブドルジ・オルホンに0-10の大差でテクニカルフォール負けを喫し、189連勝で記録はストップした。
2004年のアテネオリンピックでは63 kg級で優勝。以来、2008年の北京オリンピック63 kg級、2012年のロンドンオリンピックの63 kg級、リオデジャネイロオリンピックの58 kg級で4大会連続優勝を果たし、近代オリンピック史上6人目、女子選手では初の個人種目4連覇を達成した。

## 戦績
- 2001年
  - ジャパンクイーンズカップ56 kg級優勝
- 2002年
  - ジャパンクイーンズカップ63 kg級優勝
  - ワールドカップ63 kg級優勝
  - 世界選手権63 kg級優勝
  - 全日本選手権63 kg級優勝
- 2003年
  - ジャパンクイーンズカップ63 kg級優勝
  - 世界選手権63 kg級優勝
  - ワールドカップ63 kg級優勝
  - 全日本選手権63 kg級優勝
- 2004年
  - ジャパンクイーンズカップ63 kg級優勝
  - アテネオリンピック63 kg級優勝
  - ワールドカップ63 kg級優勝
  - 全日本選手権63 kg級優勝
- 2005年
  - ジャパンクイーンズカップ63 kg級優勝
  - ワールドカップ63 kg級優勝
  - ユニバーシアード63 kg級優勝
  - 世界選手権63 kg級優勝
  - 全日本選手権63 kg級優勝
- 2006年
  - ジャパンクイーンズカップ63 kg級優勝
  - ワールドカップ63 kg級優勝
  - ユニバーシアード63 kg級優勝
  - 世界選手権63 kg級優勝
- 2007年
  - ジャパンクイーンズカップ63 kg級優勝
  - 世界選手権63 kg級優勝
- 2008年
  - 北京オリンピック63 kg級優勝
- 2010年
  - 世界選手権63 kg級優勝
- 2011年
  - 世界選手権63 kg級優勝
- 2012年
  - ロンドンオリンピック63 kg級優勝
- 2013年
  - 世界選手権63 kg級優勝
- 2014年
  - 世界選手権58 kg級優勝
- 2015年
  - アジア選手権58 kg級優勝
  - 世界選手権58 kg級優勝
- 2016年
  - リオデジャネイロオリンピック58 kg級優勝
- 2018年
  - 全日本選手権57 kg級優勝

## 関連情報

### 著書
- 『一日一日、強くなる　伊調馨の「壁を乗り越える」言葉』講談社、2016年8月。ISBN 978-4062729604。

### 映像
- Athlete Highlights Kaori Icho 🇯🇵 - Undefeated at four Olympic Games（ Athlete Highlights〜） - YouTube